# Новое Ишино
Но́вое И́шино (чув. Çĕнĕ Ишпуҫ) — деревня в Янтиковском районе Чувашской РеспубликиРоссии. Входит в состав Чутеевского сельского поселения.

## География
Деревня находится на крайнем юге Янтиковского района, на берегах небольшой речки Инеш (Иш), которая северо-восточнее впадает в реку Кубня. В границах населённого пункта в Инеш впадает ручей Кубашсирма (протекает по оврагу Кабаш, исток которого находится северо-западнее деревни, у дома лесника Кармалинского лесничества). С севера, запада и юго-запада село окружено лесами, произрастают дуб и липа. Открытая местность — на востоке и юго-востоке, в направлении долины Кубни. Также участок территории, свободный от крупной растительности, имеется западнее, в лесном массиве, в верховье речки Инеш. Этот надел в административном отношении относится уже к Республике Татарстан, в отличие от окружающих его лесов, являясь, таким образом, анклавом на территории Чувашии.
Южнее и юго-западнее, за лесом, также уже начинается территория Татарстана (долина Урюма, сёла Старое Тябердино, Янсуринское и Молькеево Кайбицкого района). Восточнее Нового Ишино границей между двумя регионами выступает сама река Инеш, северный берег относится к Чувашии, южный, где расположено село Хозесаново — к Кайбицкому району Татарстана. Северо-восточнее деревни, за лесом, находится центр Чутеевского сельского поселения — село Чутеево. На севере, также за пределами лесного массива — деревня Тюмерево.
Расстояние (по дороге): до райцентра села Янтиково — 18 км, до ближайшей железнодорожной станции Канаш — 41 км, до Чебоксар — 110 км.

## История
В деревне проживали ясачные (до 1724 года), затем государственные (до 1866 года) крестьяне, основными занятиями которых были земледелие и животноводство. В 1883 году в Новом Ишино появилось земское училище, в 1903 году — школа грамоты. С 1930 года в деревне базируется колхоз имени Чапаева. Также в селении располагалась шерстобойная мельница.
Новое Ишино входило в состав Утинской волости Свияжского уезда, затем — Тобурдановской, Тюмеревской, Старо-Тябердинской волостей Цивильского уезда Казанской губернии. С 1920 года и до 30 ноября 1921 года вместе с Цивильским уездом деревня находилась в составе Чувашской АО. В 1921—27 годах — в Свияжском кантоне Татарской АССР, затем — в Ульяновском (после переименования — Кайбицком) районе. С 9 ноября 1925 года Старотябердинская волость именуется Тюмеревской. 9 апреля 1929 года деревня перешла из Татарской АССР в Чувашскую АССР, где находилась в составе районов — Канашского (1929—35, 1962—65) и Янтиковского (1935—62 и с 1965 года).

## Население
Численность населения деревни составляет 349 человек по состоянию на 2012 год. В 2012 году в деревне насчитывалось, по некоторым данным, 180 дворов.
Численность населения в XVIII—XXI веках
| Год  | Численность, чел. | Мужчины, чел. | Женщины, чел. | Число дворов (домохозяйств) |
| 1710 | н/д               | н/д           | н/д           | 15                          |
| 1721 | н/д               | 26            | н/д           | н/д                         |
| 1795 | 83                | 44            | 39            | 12                          |
| 1858 | 173               | 81            | 92            | 29                          |
| 1907 | 482               | н/д           | н/д           | н/д                         |
| 1924 | 450               | н/д           | н/д           | 80                          |
| 1939 | 751               | 381           | 370           | н/д                         |
| 1979 | 614               | 283           | 331           | н/д                         |
| 2002 | 375               | 185           | 190           | 158                         |
| 2010 | 283               | 134           | 149           | 116                         |

Национальный состав
По данным переписи 2010 года, не менее 96 % населения составляли чуваши, также проживали татары. По данным переписи 2002 года, 99 % населения составляли чуваши.

## Улицы
Улицы
- Гагарина
- Кирова
- Ленина
- Николаева

Переулки
- Ленина[12]

## Инфраструктура
- КФХ С. В. Хумышева (молочно-мясное животноводство, производство зерна, число работающих — 12 чел.)
- Фельдшерско-акушерский пункт
- Дом культуры
- Библиотека
- Спортплощадка
- 2 магазина[1][9]

## Уроженцы
- Бадаева, Елена Игнатьевна (р. 1946) — российский организатор производства, предприниматель, депутат Государственного Совета Чувашской Республики, Почётный гражданин Чувашской Республики (2017).
- Журавлёв, Пётр Александрович (1930, Новое Ишино — 2012, Чебоксары) — государственный, партийный и общественный деятель. С декабря 1982 года по декабрь 1984 года — заместитель Председателя Совета Министров Чувашской АССР. Награждён орденами Трудового Красного Знамени (трижды), «Знак Почёта», медалями[13].